# Божидар Зечевић
Божидар Зечевић (Београд, 2. јануар 1948) српски је филмолог, историчар филма, драматург, сценариста, филмски критичар, редитељ, професор анализе филма, оснивач и главни уредник филмског часописа Филмограф.

## Биографија
Његов отац Слободан Зечевић био је српски антрополог, стручњак за област српских обичаја, митологије и народних традиција.
Дипломирао је драматургију на Академији за позориште, филм, радио и телевизију (сада Факултет драмских уметности) у Београду са највишом оценом, а завршио је и специјалистичке филмске студије на Универзитету Јужне Калифорније у Лос Анђелесу и на Универзитету Њујорка, а последипломске у Центру за мир и развој Универзитета мира Уједињених нација у Београду.
Филмологијом антрополошко-структуралистичког усмерења бави се од 1966. године, од када је објавио бројне студије о филму уз земљи и иностранству и шест књига и монографија. Носилац награде „Златно перо за најбољу филмску критику" и „Златно перо за најбољу књигу о филму" Института за филм (за књигу Читање светла).
Био је управник Музеја Југословенске кинотеке. Члан је Европске филмске академије. Члан је Председништва Академије филмске уметности и науке Србије и председник њеног Одбора за филмологију и историју филма.
Носилац бројних признања, међу којима и Плакете Југословенске кинотеке за укупан допринос филму, награде Удружења филмских уметника Србије за филмолошко истраживање и других.
Као филмски и телевизијски сценариста и редитељ остварио је преко сто документарних и играних филмских пројеката. Награђен Годишњом наградом Радио-телевизије Србије за најуспешнији пројекат сезоне (ТВ серија Југославија у рату 1941-1945) и Специјалном наградом жирија филмског фестивала „Златни витез" у Москви за дугометражни документарни филм „Истина о 27. марту".
Био је наставник за предмет теорија филма на Факултету драмских уметности у Београду и професор за предмет анализа филма на филмској школи „Дунав филма“. Уредник је у више листова, а оснивач је и уредник часописа Филмограф и Нови филмограф.
Драме Пивара, Селектор, 1918. и 1968. изведене су на сценама у Београду и Србији. Добитник је Награде „Бранислав Нушић“ Удружења драмских писаца Србије за драму Пивара, а за 1918. награђен је Наградом “Јоаким Вујић ” за најбоље драмско дело на истоименом фестивалу професионалних позоришта Србије.
Члан је Управног одбора Удружења филмских уметника Србије и Председништва Удружења драмских писаца Србије.
Живи и ради у Београду.

## Дела

### Драме
- „1918.” Архивирано на веб-сајту  (21. јун 2020), Едиција „Савремена српска драма”, Књига 45 (2011)
- „Пивара”[мртва веза], Едиција „Савремена српска драма”, Књига 47 (2011)

### Стручне књиге
- Читање светла, „Просвета”, „YU филм данас” и „Прометеј”, Београд — Нови Сад, 1993.
- Велимир Бата Живојиновић, Филмски сусрети, Фестивал глумачких остварења југословенског играног филма, Ниш, 1994.
- Филмске новости 1944-2004. : монографија поводом шездесет година "Филмских новости" и организоване кинематографске делатности у Србији и Црној Гори, уредник Божидар Зечевић, Филмске новости, Београд, 2004.
- Бикић студио, уводну студију написао Божидар Зечевић; књигу приредили Растко Ћирић, Мирослав Љ. Јелић, Милан Новаковић, Филмски центар Србије, Београд, 2013
- Српска авангарда и филм 1920–1932., Удружење филмских уметника Србије, 2013.[5]
- Затамњени екран, Catena Mundi[6]
- Расветљени екран, Catena Mundi

### Одабрана филмографија
Укључујући и телевизијске радове
- 1972. — сценариста и редитељ, Генерал од Лох Фајна, „Дунав филм“, Београд, документарни филм, 15 минута. Званична селекција Београдског фестивала кратког и документарног филма 1972.
- 1988. — сценариста и наратор, Сремац из Холивуда, Телевизија Нови Сад, ТВ филм, 45 минута.
- 1988. — сценариста и наратор, Херцег Нови на вашем длану, Радио–телевизија Србије), ТВ путопис (четири сата).
- 1989. — сценариста, редитељ и наратор, Косовски бој у култури и традицији европских нација, две епизоде од 40 минута, дугометражна ТВ документарна мини серија, Радио–телевизија Србије.
- 1990. — сценариста, редитељ и наратор, Савезник са камером, документарни филм, 45 минута, Радио–телевизија Србије.
- 1990. — сценариста и наратор, Тристогодишњица Велике сеобе Срба, седмочасовни национални програм уживо са прославе из Сремских Карловаца, Радио–телевизија Србије.
- 1990. — косценариста и наратор, Политички сукоби у Југославији између два рата, 7 једночасовних епизода, документарна ТВ серија, Радио–телевизија Србије.
- 1990–1992. — косценариста и наратор, Југославија у рату 1941–1945, 27 једночасовних епизода, документарна ТВ серија, Радио–телевизија Србије. Годишња награда Радио–телевизије Србије „за најуспешнији телевизијски пројекат“, 1992.
- 1991. — аутор и наратор, Откриће јерменског филма, једночасовни документарни ТВ филм, Телевизија Нови Сад.
- 1991–1992. — сценариста и наратор, Александрија, престоница сећања, две једночасовне епизоде, документарна ТВ серија, Телевизија Нови Сад.
- 1992. — сценариста и наратор, Копти: зора хришћанства, једночасовни документарни ТВ филм, Телевизија Нови Сад.
- 1993. — сценариста и наратор Колевка Европе — Благотин, град добрих људи, три једночасовне епизоде, документарна ТВ серија, Радио–телевизија Србије.
- 1994. — наратор и редитељ, Сто педесет година Народног музеја у Београду, једночасовни документарни ТВ филм, Радио–телевизија Србије.
- 1995. — сценариста, Мали принц на језеру, анимирани филм (А2). Добитник „Златне медаље Београда“ за филмски сценарио, Београдски фестивал кратког и документарног филма.
- 1995–2000. — аутор и водитељ, Септима, емисија уживо недељом после подне, Телевизија Политика. Награђена од НИП „Екран“ за најбољи филмски програм.
- 1998. — сценариста, Британски гамбит, једночасовни телефилм, Радио–телевизија Србије, номинован за најбољи сценарио на Међународном ТВ Фестивалу у Врњачкој Бањи 1998.
- 2003–2005. — сценариста и наратор, Век српског филма, девет получасовних епизода, документарна ТВ серија, Радио–телевизија Србије.
- 2004. — сценариста, Београд памти, историја Београдског фестивала документарног филма, једночасовни документарни филм, Vitagraph, Београд Филм Фестивал; награђен Дипломом за посебан допринос, Београдски фестивал кратког и документарног филма
- 2006. — сценариста, У пожару столећа, почеци војне кинематографије у Србији, једночасовни документарни филм, Vitagraph.
- 2006. — сценариста, редитељ и наратор, Откриће душе — истина о 27. марту 1941, једночасовни документарни филм, апсолутни рекордер по броју гледалаца по појединачној емисији (2.000.000) на Телевизији „Пинк“, бивша Југославија. Посебна захвалност ЊКВ престолонаследника Александра од Србије и наступ на Краљевском двору Србије. Посебна награда жирија на Фестивалу „Златни витез“ у Москви „за изванредан телевизијски приступ документарној материји и потрази за историјском истином“, 2012.